# Île de Sein
Île de Sein (bretonsko Enez Sun) je francoski otok v  Atlantskem oceanu zahodno od obale Bretanskega polotoka, 8 km od rta Pointe du Raz, od katerga ga ločuje preliv Raz de Sein. Ozemlje otoka skupaj s sosednjimi otočki oblikuje občino Île-de-Sein, ki pripada departmaju Finistère regije Bretanje. Edino naselje Île-de-Sein; s pristaniščem se nahaja na vzhodni obali otoka; je leta 2008 imelo 214 prebivalcev.

## Geografija
Otok leži v morju Iroise. Zaradi obsežnega pasu čeri, ki se razprostirajo od vzhoda proti zahodu v dolžini 50 km, so na posameznih otočkih postavljeni številni svetilniki. Île de Sein pripada Armoriškemu naravnemu regijskemu parku, naranemu pomorskemu parku Iroise in je del otoške zveze Ponant.

## Zgodovina
Otok Île de Sein kot Insula Sena omenja v 1. stoletju rimski pisatelj Pomponij Mela v poročilu o galskem preročišču, postavljenim na otoku, kateremu služi devet duhovnic, imenovanih "Gallisenae", ki so se zaobljubile večnemu devištvu.
V začetku druge svetovne vojne so se vsi moški v starosti od 14 do 54 let po pozivu Charlesa de Gaula k uporu 18. junija 1940 vkrcali na ribiške ladje in se v Angliji pridružili francoskim svobodnim silam. Leta 1946 je bil otoku podeljen Red svobode (Ordre de la Libération).   

## Uprava
Občina Île-de-Sein skupaj z občinami na celini sestavlja kanton Pont-Croix (Pontekroaz), del okrožja Quimper.

## Zanimivosti
- neolitska menhirja les Causeurs
- kapelica sv. Korentina Quimperskega,
- svetilniki,
- spomenik francoskim svobodnim silam.